# North Pest Vipers
I North Pest Vipers sono stati una squadra di football americano di Budapest, in Ungheria; fondati nel 2004, hanno chiuso nel 2008 in seguito a disaccordi societari. I giocatori hanno quindi formato gli Újbuda Rebels, mentra la dirigenza è confluita nei Budapest Titans.

## Dettaglio stagioni

### Amichevoli
| Stagione | Vin | Par | Per | Tot | PF  | PS | avversaria                                    |
| -------- | --- | --- | --- | --- | --- | -- | --------------------------------------------- |
| 2005     | 0   | 1   | 1   | 2   | 23  | 43 | St. Lawrence Giants, Budapest Black Knights   |
| 2006     | 2   | 0   | 1   | 3   | 92  | 51 | Pécs Gringos, Eger Heroes, Nagykanizsa Demons |
| Totale   | 2   | 1   | 2   | 5   | 115 | 94 |                                               |

### Tornei nazionali

#### Campionato

##### Divízió I
| Stagione | regular season | regular season | regular season | regular season | regular season | regular season | playoff | playoff | playoff | playoff | playoff | playoff   | playoff    |
|          | Vin            | Par            | Per            | Tot            | PF             | PS             | Vin     | Per     | Tot     | PF      | PS      | risultato | avversaria |
| -------- | -------------- | -------------- | -------------- | -------------- | -------------- | -------------- | ------- | ------- | ------- | ------- | ------- | --------- | ---------- |
| 2008     | 1              | 0              | 4              | 5              | 105            | 269            | -       | -       | -       | -       | -       | -         | -          |
| Totale   | 1              | 0              | 4              | 5              | 105            | 269            | -       | -       | -       | -       | -       |           |            |

Fonti: Enciclopedia del Football - A cura di Massimo Mezzetti

##### Divízió II
| Stagione | regular season | regular season | regular season | regular season | regular season | regular season | playoff | playoff | playoff | playoff | playoff | playoff       | playoff    |
|          | Vin            | Par            | Per            | Tot            | PF             | PS             | Vin     | Per     | Tot     | PF      | PS      | risultato     | avversaria |
| -------- | -------------- | -------------- | -------------- | -------------- | -------------- | -------------- | ------- | ------- | ------- | ------- | ------- | ------------- | ---------- |
| 2007     | 3              | 0              | 1              | 4              | 91             | 71             | -       | -       | -       | -       | -       | Secondo posto | -          |
| Totale   | 3              | 0              | 1              | 4              | 91             | 71             | -       | -       | -       | -       | -       |               |            |

Fonti: Enciclopedia del Football - A cura di Massimo Mezzetti